# Столик № 19
«Столик № 19» — романтична мелодрама про небажаних гостей на весіллі, яких зібрали за одним столиком.

## Сюжет
Елоїзу кинув коханий хлопець Тедді, повідомивши про це просто через смс. Невдовзі його сестра запрошує її на своє весілля. Обміркувавши пропозицію дівчина погоджується. На святі її розміщують за столиком № 19, який призначений для небажаних гостей до того ж, як виявилось, з особистими проблемами. Герої знайомляться ближче та весело проводять час, не звертаючи увагу на інших гостей.

## У ролях
| Актор          | Роль            |
| -------------- | --------------- |
| Анна Кендрік   | Елоїз Мак-Гаррі |
| Крейг Робінсон | Джеррі Кепп     |
| Джун Сквібб    | Джо Фланаган    |
| Ліза Кудров    | Біна Кепп       |
| Стівен Мерчант | Волтер Тімбел   |
| Тоні Револорі  | Рензо Екберг    |
| Ваятт Расселл  | Тедді           |
| Аманда Крю     | Ніколь          |
| Ендрю Стал     | Генрі Гротскі   |
| Марія Теєр     | Кеті Міллнер    |

## Створення фільму

### Виробництво
Зйомки фільму проходили з 27 березня до 30 квітня 2015 року.

### Знімальна група
- Кінорежисер — Джефрі Блітц
- Сценаристи — Джефрі Блітц, Джей Дупласс, Марк Дупласс
- Кінопродюсери — Ден Коен, Дженніфер Дана, Шон Леві, Том Мак-Налті, Марк Робертс
- Композитор — Джон Свігарт
- Кінооператор — Бен Річардсон
- Кіномонтаж — Яна Горська
- Художник-постановник — Тімоті Девід О'Браєн
- Артдиректор — Бріттані Гайтс
- Художник по костюмах — Пеггі Стемпер
- Підбір акторів — Рейчел Теннер[3].

## Сприйняття

### Критика
Фільм отримав переважно негативні відгуки. На сайті Rotten Tomatoes оцінка стрічки становить 25 % на основі 103 відгуків від критиків (середня оцінка 4,5/10) і 41 % від глядачів із середньою оцінкою 3/5 (7 254 голоси). Фільму зарахований «гнилий помідор» від кінокритиків та «розсипаний попкорн» від глядачів, Internet Movie Database — 5,8/10 (12 300 голосів), Metacritic — 40/100 (29 відгуків критиків) і 6/10 від глядачів (16 голосів).

### Номінації та нагороди
| Нагороди та номінації фільму «Столик № 19» | Нагороди та номінації фільму «Столик № 19» | Нагороди та номінації фільму «Столик № 19» | Нагороди та номінації фільму «Столик № 19» | Нагороди та номінації фільму «Столик № 19» | Нагороди та номінації фільму «Столик № 19» |
| Рік                                        | Кінофестиваль/кінопремія                   | Категорія/нагорода                         | Номінант                                   | Результат                                  |                                            |
| ------------------------------------------ | ------------------------------------------ | ------------------------------------------ | ------------------------------------------ | ------------------------------------------ | ------------------------------------------ |
| 2017                                       | Teen Choice Awards                         | Choice Movie: Кінокомедія                  | Fox Searchlight Pictures                   | Номінація                                  |                                            |